# Difficult to Cure
Difficult to Cure (в буквален превод „Трудно за лечение“) е петият студиен албум на рок групата Рейнбоу, издаден през 1981 и бележещ нарастващ комерсиализъм в музиката на групата. В интервю за британското списание Саундс (25 юли 1981 г.) Ричи Блекмор казва, че харесва Foreigner, а някогашният вокал на Rainbow, Рони Джеймс Дио, заявява, че в този период групата е „Форинър Джуниър“, т.е. „Младшите Форинър“. Независимо от това, албумът е доста популярен сред феновете.
Материалът за този албум е започнат още, когато Греъм Бонит е участвал в групата. Джо Лин Търнър се присъединява към групата, когато албумът е вече почти готов, и затова се налага да презапише вокалите. В интервю за британското списание Керанг!, Търнър казва, че поради тази причина, в този албум пее в много по-висока тоналност от колкото би му се искало.
Обложката е направена от Hipgnosis, но не специално за този албум. Всъщност преди това е предложена за обложка на Блек Сабат, за албума Never Say Die!.
Сингли от този албум са I Surrender, Can't Happen Here и Magic (в Япония). I Surrender става първия голям хит на групата, достигайки #3 във Великобритания. Като В-страна на Can't Happen Here е първата песен написана от Търнър и Блекмор.
Интересно е, че в този състав на групата влизат четирима члена на Deep Purple: Ричи Блекмор (един от основателите на Purple), Роджър Глоувър (присъединява се през 1969 г.), Джо Лин Търнър (той ще стане вокал на групата през 1989 г.) и Дон Еъри (ще замести Джон Лорд през 2002 г.).
Ремастерирано CD излиза през май 1999 г.

## Състав
- Джо Лин Търнър – вокал
- Ричи Блекмор – китара
- Роджър Глоувър – бас
- Дон Еъри – клавишни
- Боби Рондинели – барабани